# مبارزة

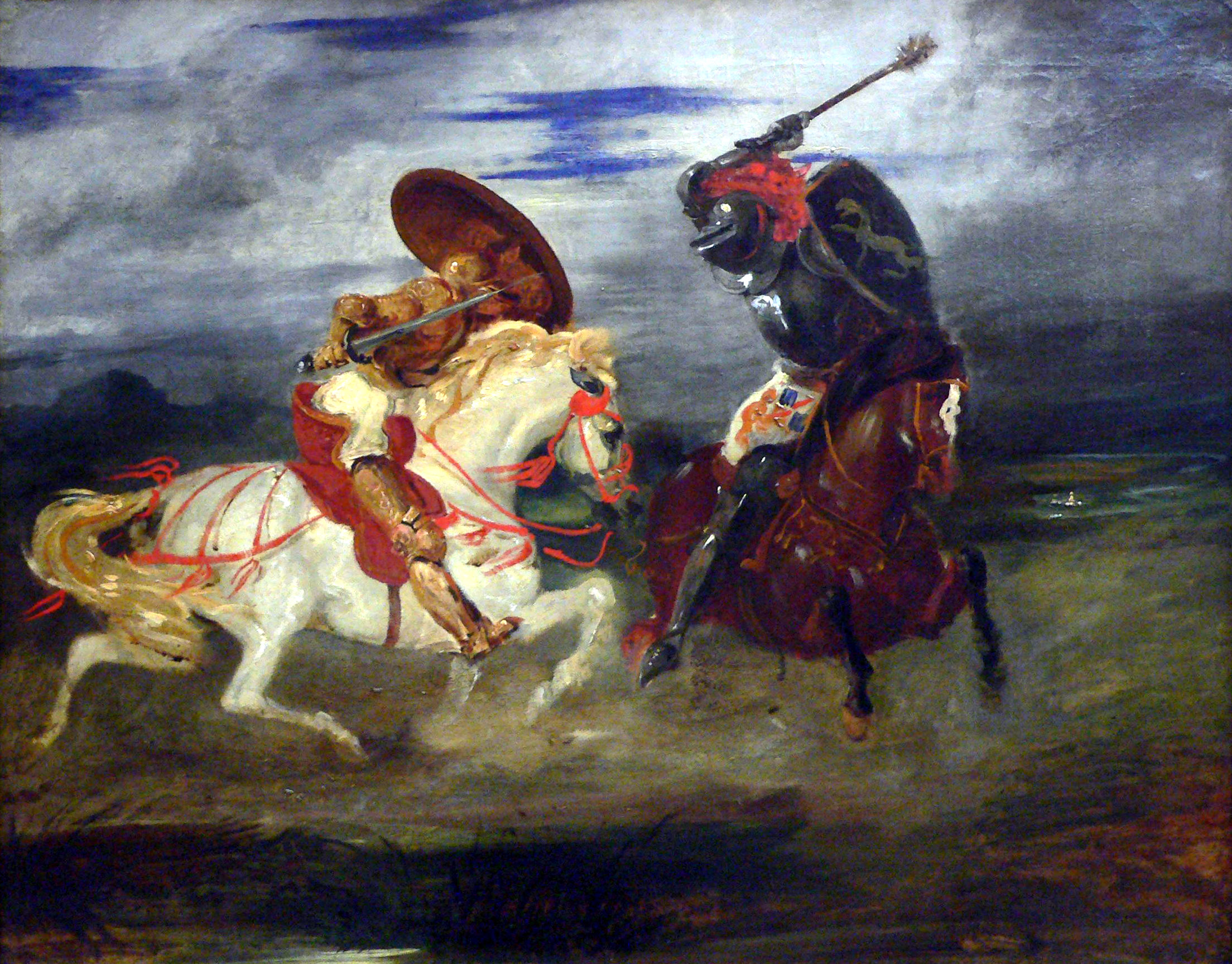
مبارزة لخَيّآلة

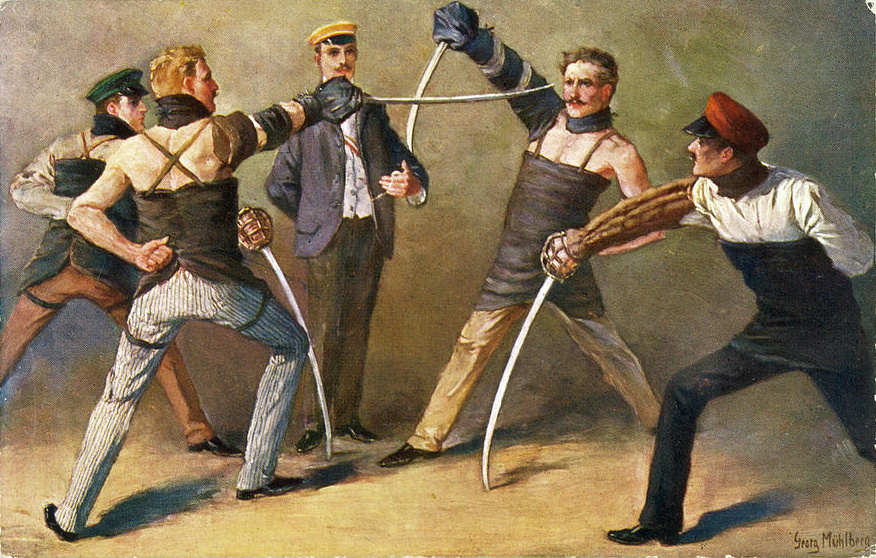
ألمانيون يتبارزون

المبارزة كما نعرفها هي صدام مرتب مسبقاً، وفقاً لأنظمة معينة، وتستخدم فيه أسلحة قاتلة ما بين شخصين، وسببها يتعلق بالشرف.
وطبقاً لهذا التعريف، لم تكن المعارك الشهيرة المعنية بين شخصين مبارزة حقيقة فمثلاً كان هكتور (بطل طروادة) وآخيل (بطل الإغريق)، يتقاتلان معاً، ولكن لم يكن هذا مبارزة حقيقة.
وفي العصور الأولى، كانت تسمى ((المبارزة الشرعية )). وهي شكل قانوني للنزال، تُقرر فيه العدالة. وليست مسألة شرف شخصية، مثلاً: عندما تكون المعركة أحياناً وشيكة الوقوع، يكون الأسير من القبيلة المعادية مسلحاً. ويتقدم ليحارب البطل الوطني، ونتيجة المبارزة، إن الفائز هو من يستحق الانتصار، أو بمعنى آخر المبارزة بديل عن المحاكمة في المحكمة.
وبقي هذا النوع من المبارزة، حتى بدأت المبارزة من أجل الشرف في القرن السادس عشر، وأصبحت عادة شعبية من أعوام 1601 م ـ 1609 م، وقد قتل أكثر من ألفي نبيل فرنسي، لذا أحتجت الكنيسة والقوانين الأخرى ضد هذه العادة، وفي عام 1602 م، أصدر الملك الفرنسي مرسوماً، يستنكر فيه الموت بحق كل من ًقبل التحدي بالمبارزة أو أن يقوم بدور المشاهد، وطبق هذا المرسوم بصرامة، وفي عام 1609 م تغير هذا الشكل، وثم السماح بالمبارزة على أن تكون بموافقة الملك.
وأصبحت المبارزة عامة في إنكلترا. وفي ألمانيا تعدّ جزءاً من حياة الألمان، وعمت كل بلدان العالم حالياً.